# Quem Tem Medo de Virginia Woolf?
Who's Afraid of Virginia Woolf? (bra/prt: Quem Tem Medo de Virginia Woolf?) ) é um filme estadunidense de 1966, do gênero drama, dirigido por Mike Nichols, baseado na peça teatral homônima de Edward Albee.

## Elenco
- Elizabeth Taylor .... Martha
- Richard Burton .... George
- George Segal .... Nick
- Sandy Dennis .... Honey
- Agnes Flanagan .... garçonete (sem créditos)
- Frank Flanagan .... gerente da estalagem (sem créditos)

## Principais prêmios e indicações
O filme é um dos dois únicos filmes (o outro é Cimarron) a serem indicados em todas as categorias elegíveis do Oscar. Cada um dos quatro atores foi indicado ao Oscar mas apenas Elizabeth Taylor e Sandy Dennis venceram, como Melhor Atriz e Atriz Coadjuvante, respectivamente. O filme também ganhou o prêmio de Cinematografia em Preto e Branco pelo trabalho de câmera em preto e branco de Haskell Wexler (foi o último filme a vencer antes das duas categorias de fotografia serem combinadas em uma), Melhor Figurino e Melhor Direção de Arte (Richard Sylbert, George James Hopkins). Foi o primeiro filme a ter todo o seu elenco creditado indicado ao Oscar de atuação, feito realizado apenas duas outras vezes, com Sleuth em 1972 e Give 'em Hell, Harry! em 1975.
| Prêmio | Categoria                               | Recebedor(s)                     | Resultado |
| ------ | --------------------------------------- | -------------------------------- | --------- |
| Óscar  | Melhor Filme                            |                                  | Indicado  |
| Óscar  | Melhor Diretor                          | Mike Nichols                     | Indicado  |
| Óscar  | Melhor Ator                             | Richard Burton                   | Indicado  |
| Óscar  | Melhor Atriz                            | Elizabeth Taylor                 | Venceu    |
| Óscar  | Melhor Atriz Coadjuvante                | Sandy Dennis                     | Venceu    |
| Óscar  | Melhor Ator Coadjuvante                 | George Segal                     | Indicado  |
| Óscar  | Melhor Edição                           | Sam O'Steen                      | Indicado  |
| Óscar  | Melhor Som                              | George Groves                    | Indicado  |
| Óscar  | Melhor Trilha-sonora                    | Alex North                       | Indicado  |
| Óscar  | Melhor Direção de Arte (Preto-e-branco) | Richard Sylbert & George Hopkins | Venceu    |
| Óscar  | Melhor Figurino (Preto-e-branco)        | Irene Sharaff                    | Venceu    |
| Óscar  | Melhor Fotografia (Preto-e-branco)      | Haskell Wexler                   | Venceu    |
| Óscar  | Melhor Roteiro Adaptado                 | Ernest Lehman                    | Indicado  |

BAFTA 1967 (Reino Unido)
- Venceu nas categorias de melhor filme de qualquer origem, melhor atriz britânica (Elizabeth Taylor) e melhor ator britânico (Richard Burton).

Globo de Ouro 1967 (EUA)
- Indicado nas categorias de melhor filme - drama, melhor diretor de cinema, melhor ator de cinema - drama (Richard Burton), melhor atriz de cinema - drama (Elizabeth Taylor), melhor roteiro, melhor ator coadjuvante (George Segal) e melhor atriz coadjuvante (Sandy Dennis).